# Balance of Performance
Balance of Performance, kurz BoP oder auch BOP genannt, ist eine Reglementierung im Motorsport, um unterschiedliche Antriebe und/oder Fahrzeuge auf einen gleichen oder zumindest ähnlichen Leistungslevel zu bringen. In der Deutschen Tourenwagen-Meisterschaft bezeichnete man dieses Konzept Ende der 1980er Jahre als klassenlose Gesellschaft. Eine BoP findet sowohl bei Zwei- wie bei Vierrad-Motorsportgeräten, als auch bei Motorrennbooten und selbst bei Sim-Racing (simulierte/virtuelle) Rennen u. a. m. statt.

## Hintergrund
Bei Rennwagen, die auf Fahrzeugen aus der Serienproduktion basieren, kann sich die motorsportliche Eignung der Fahrzeuge stark voneinander unterscheiden, da Serienfahrzeuge nicht ausschließlich im Hinblick auf die fahrdynamischen Eigenschaften konzipiert werden. Bei der Entwicklung eines Serienfahrzeugs werden auch Anforderungen an den Komfort, die Raumausnutzung des Innenraums, an die Wirtschaftlichkeit oder an die Produktionskosten gestellt. Diese können sich kontraproduktiv für den Einsatz im Motorsport auswirken, wodurch sich aufgrund des Basisfahrzeugs schon erhebliche Leistungsunterschiede auf der Rennstrecke einstellen können. Um eine Seriennähe der Rennfahrzeuge beizubehalten und um die Entwicklungskosten niedrig zu halten, wurde die Balance of Performance eingeführt, um die verschiedenen Fahrzeugkonzepte auf ein Leistungsniveau zu nivellieren.
Bei Prototypen und Formelwagen ist grundsätzlich keine Balance of Performance vonnöten, da diese Fahrzeuge nicht auf der technischen Basis eines Serienfahrzeugs aufbauen und dadurch keine Einschränkungen bestehen. In diesen Reglements haben alle Teams und Hersteller die gleichen technischen Voraussetzungen für den Bau dieses Rennfahrzeugs. Einzig wenn die Wahl des Antriebskonzepts freigestellt ist, können technologische Ungleichgewichte entstehen. Dies ist zum Beispiel bei den Le-Mans-Prototypen der LMP1-Klasse der Fall: Hier kann beim Verbrennungsmotor zwischen Diesel und Otto-Motor sowie beim Elektroantrieb zwischen verschiedenen Megajoule-Klassen gewählt werden. Hier werden über die Equivalence of Technology (EoT) die verschiedenen Technologien nivelliert.
In der Formel 1 findet die Balance of Performance keine Anwendung, da die FIA nur ein festgelegtes Fahrzeug- und Antriebskonzept ausgeschrieben hat und alle Teams somit die gleichen technischen Voraussetzungen für den Bau des Fahrzeuges und des Antriebsstrangs haben.

## Technische Maßnahmen
Die einfachsten BoP-Reglementierungen, welche durchgeführt werden können, sind:
Fahrzeugmindestgewicht sowie aerodynamische Reglementierungen (kleinerer Front-/Heckflügel etc.) sowie ein maximal zulässiges Kraftstoff-Tankvolumen. Technisch aufwendiger wird es mit einer Luftmengenbegrenzung, einer Ladedruckbegrenzung des Turboladers oder einer maximalen Kraftstoffdurchflussmenge für den Motor.
Die bekannteste technische Regulierung dürfte der Einsatz von Luftmengenbegrenzern – auch Air-Restriktoren genannt – sein, bei denen der Querschnitt des Ansaugtrakts durch Metalleinsätze künstlich verengt wird und dadurch weniger Luft in den Verbrennungsraum gelangt. Dies hat eine Leistungsminderung zur Folge.
Darüber hinaus lassen sich auch Drehzahlbegrenzungen durch elektronische Sperren vornehmen oder bestimmte Reifendimensionen vorgeben sowie im Langstrecken-Rennsport die Anzahl der Tankstopps und/oder Durchflussbegrenzungen beim Tanken vornehmen und/oder den maximalen Tankinhalt vorschreiben.

## Diskussionen um BoP
Bei der Festlegung der BoP-Vorgaben kommt es meist zu Diskussionen, weil sich jedes Team benachteiligt fühlt, häufig jedoch nur einen Vorteil für sich bekommen will. Die Rennveranstalter (DMSB oder Dachverbände wie ADAC, AvD oder DMV) und ihre technischen Experten (einer der bekanntesten dürfte Charlie Whiting in der Formel 1 gewesen sein) sind allerdings in der Regel über die Leistungsmöglichkeiten der verschiedenen Antriebs-/Fahrzeugkonzepte bestens informiert und können entsprechend argumentieren. Sollte einmal doch eine ungerechte Einteilung vorgenommen worden sein, kann eine BoP-Vorgabe durch den Rennveranstalter auch kurzfristig geändert werden.
Inzwischen werden sogar Testläufe mit allen Teilnehmern einer bestimmten Klasse veranstaltet, um die Leistungsfähigkeit der jeweiligen Fahrzeuge durch den Veranstalter – weit im Vorfeld des Renntages/Start der Rennserie – beurteilen zu können. Anschließend werden erst die notwendigen BoP-Reglementierungen vorgenommen.
Es gab allerdings auch Fälle, bei denen sich Teilnehmer aufgrund ihrer Ansicht nach unfairen BoP-Vorgaben vom Starterfeld zurückzogen bzw. im nächsten Jahr gar nicht mehr antraten. Als bekanntes Beispiel gilt Porsche, die auf einen Start ihres Hybrid-GT-Fahrzeuges (911 GT3 R Hybrid) bei dem 24-Stunden-Rennen vom Nürburgring im Jahr 2012 verzichtete, da dem Unternehmen durch die BoP-Reglementierungen kein fairer Wettkampf mehr möglich zu sein schien. Auch 6-Stunden-Rennen von Shanghai 2015 oder in der VLN war dies der Fall.